# والتر كلارنس ثورنتون
والتر كلارنس ثورنتون (بالإنجليزية: Walter Clarence Thornton)‏ هو وكيل مواهب أمريكي، ولد في 3 أبريل 1903 في مقاطعة بايك في الولايات المتحدة، وتوفي في 14 مايو 1990 في لونغ بيتش في الولايات المتحدة.